# Петар Бојић
Петар Бојић (Ужице, 4. септембар 1991) је српски фудбалер.

## Каријера
Бојић је као сениорски фудбалер дебитовао у Слоги из Пожеге током такмичарске 2009/10. у Српској лиги Запад. У лето 2010. прешао је у Младост из Лучана где је у наредне две сезоне одиграо 57 утакмица у Првој лиги Србије, уз седам постигнутих голова. У лето 2012. се прикључио Напретку из Крушевца са којим је сезони 2012/13. освојио прво место у Првој лиги Србије, уз десет постигнутих голова. Током наредне 2013/14. сезоне је дебитовао у Суперлиги Србије, да би у децембру 2013. напустио Напредак и прешао у Чукарички. Провео је наредних пет година у клубу са Бановог брда и учествовао је у освајању Купа Србије за сезону 2014/15. Напустио је Чукарички у децембру 2018, након чега се у фебруару 2019. вратио у лучанску Младост, потписавши уговор до краја сезоне. У јуну 2019. потписао је уговор са Војводином. Са новосадским клубом је освојио Куп Србије за сезону 2019/20. По окончању такмичарске 2020/21, Бојић је напустио Војводину и потписао за румунски Сепси. За пролећни део такмичарске 2021/22. вратио се у Србију пошто је прослеђен на позајмицу у суперлигаша Колубару из Лазаревца. Услед проблема са повредом неко време је био без ангажмана а затим се у јануару 2024. вратио у лучанску Младост.

## Трофеји
Чукарички
- Куп Србије (1) : 2014/15.

Војводина
- Куп Србије (1) : 2019/20.